# Lycalopex culpaeus
Lycalopex culpaeus, conocido como culpeo, zorro culpeo, raposa colorada o zorro colorado (norte de Ecuador), es el segundo cánido viviente más grande de Sudamérica, solo superado por el lobo de crin o aguará guazú.
Fue descrito por Molina en 1782 como Canis culpaeus. Posteriormente fue trasladado al género Lycalopex. A mediados de la década de 2010 se podía encontrar escrito como Pseudalopex culpaeus, sinónimo del nombre aceptado.

## Descripción
Tanto las patas como la cabeza son rojizas; el vientre, cuello y boca, blancos; y el lomo, gris rayado de negro. La cola está muy poblada de pelos grises, los cuales se tornan negros hacia la punta.  Existen avistamientos de ejemplares completamente albinos.
Los especímenes de la zona continental sudamericana pesan entre 8 a 11  kg, pero la subespecie de Tierra del Fuego (L. c. lycoides) es significativamente mayor, ya que llega a los 14 kg.

## Hábitat
Habita en montañas, praderas, desiertos y bosques.

## Distribución
Se distribuye especialmente a lo largo de la Cordillera de los Andes, desde el sur de  Colombia, Ecuador, Perú, Bolivia, Chile, y la mitad de Argentina por el oeste, llegando por el sur hasta el archipiélago de Tierra del Fuego.

## Alimentación

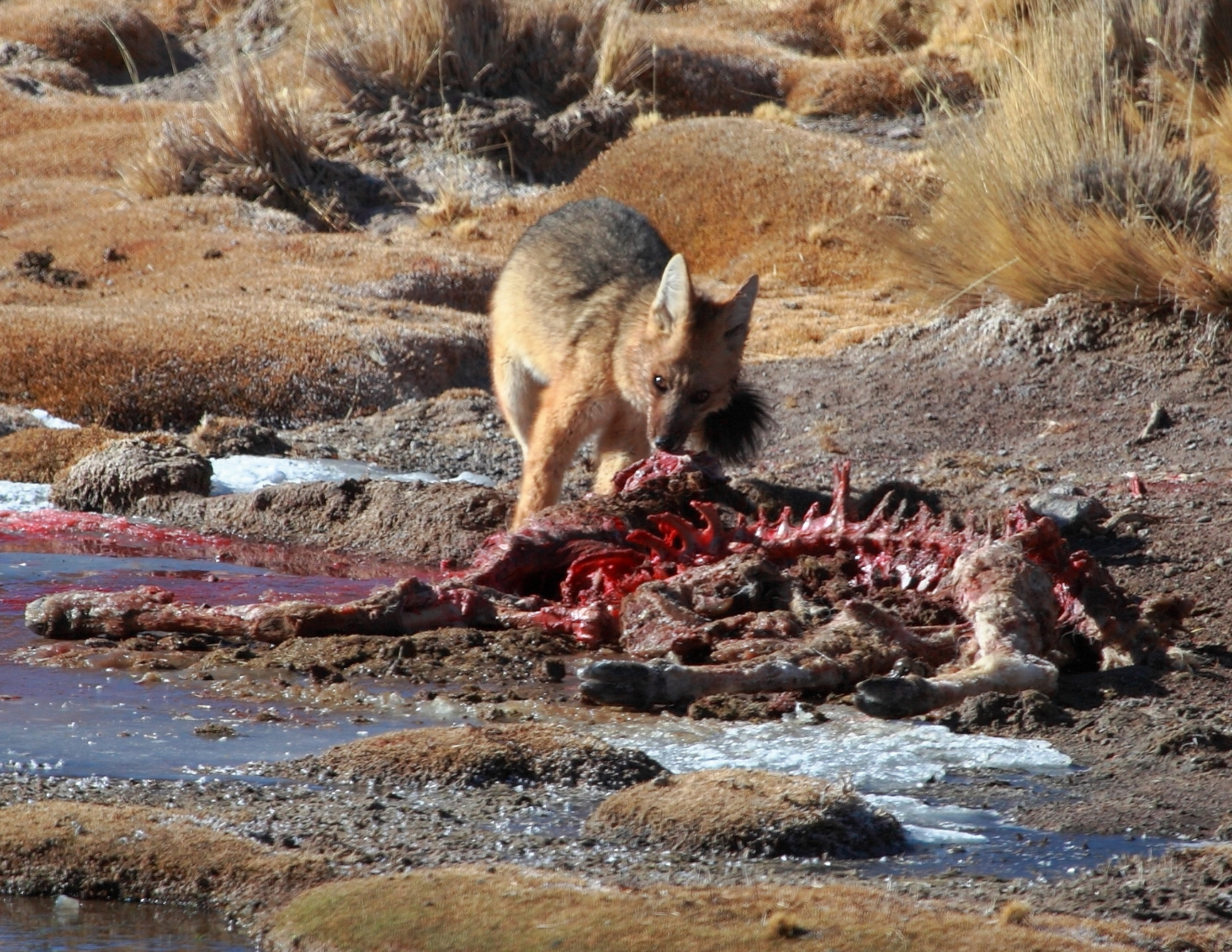
Alimentándose de restos de vicuña en El Tatio, San Pedro de Atacama.

Se alimenta de roedores, liebres, aves y lagartos; en menor medida consume plantas y carroña.
Se han observado ataques en solitario del zorro colorado fueguino (el cual posee dimensiones corporales respetables) para dar caza a crías e incluso subadultos de guanacos, con una disparidad entre predador y presa de 14 kg y hasta 40 kg en el guanaco joven. Este comportamiento era desconocido hasta 2007, año en que se empezó a observarlo en el parque natural Karukinka, en la isla Grande de Tierra del Fuego. Los científicos consideran que la supuesta nueva depredación estaría motivada por la adversa condición climática de la isla, que hace escasear el alimento y debilita a los animales. También podría influir en este comportamiento la ausencia de pumas en esa isla, lo que permite ocupar al zorro el nicho ecológico de ese felino. Por último, se presume que estos ataques podrían haber sucedido desde hace mucho, ya que el zorro es nocturno, hábito que le permite cobrar la mayoría de sus presas, pero dificulta la observación.
Ante la amenaza del zorro colorado, los guanacos recurren a estrategias de cooperación para proteger a sus crías, desarrollando una formación de escudo, un círculo alrededor de los vulnerables. Si tiene éxito, logran alejar al cánido a patadas, algo imposible frente a un puma.
Otra importante presa del zorro colorado es el cervato del huemul.
En algunas zonas muy antropizadas ataca a los rebaños de ovejas, razón por la cual es perseguido duramente por los ganaderos, que le disparan o envenenan carroñas. Como consecuencia, se ha vuelto muy raro en algunas zonas y en otras se ha extinguido.

## Población

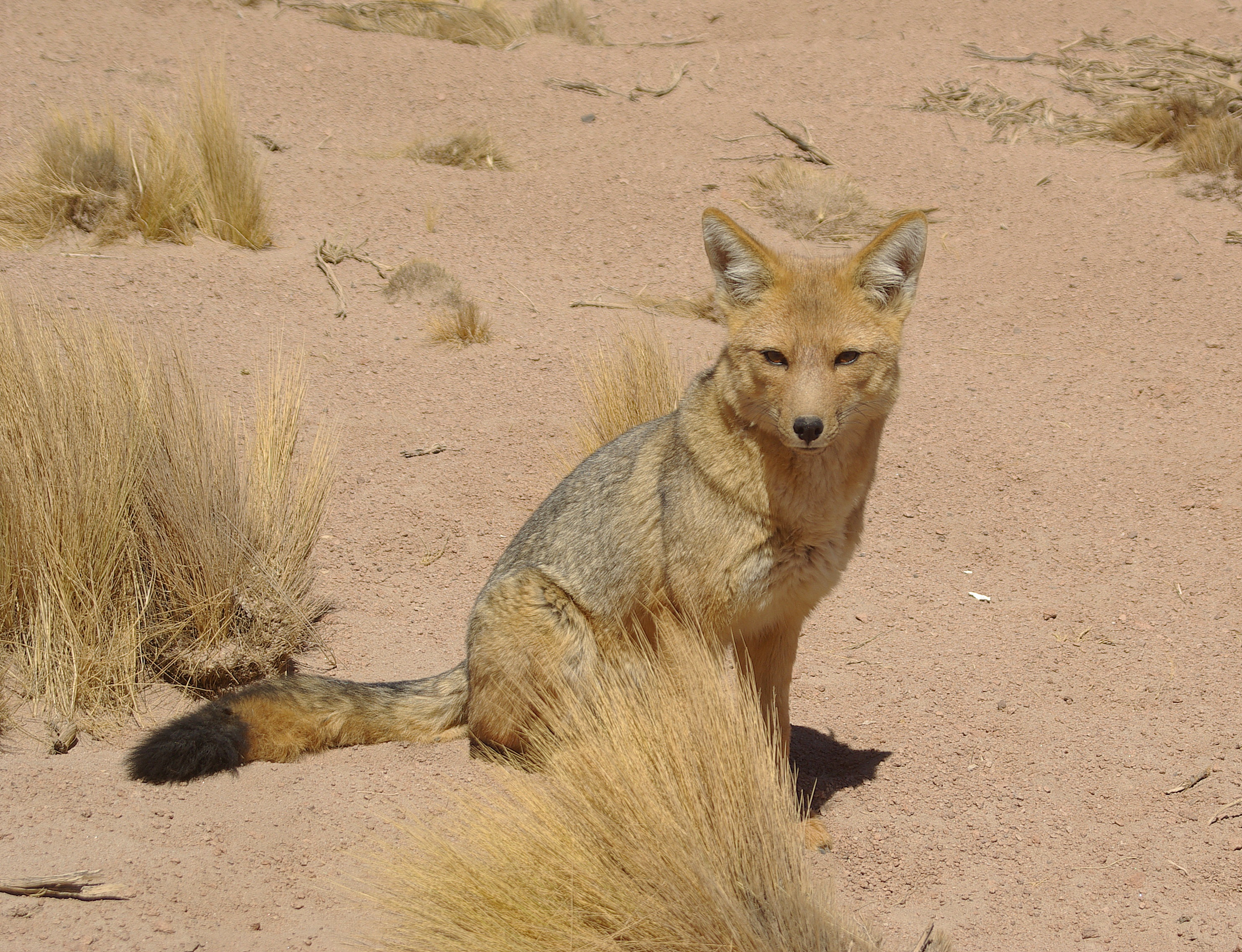
Un culpeo en el norte de Chile

Es abundante, pero se desconoce su número. En Colombia su población sería de al menos 1000 ejemplares en áreas protegidas. En Ecuador, Perú y Bolivia es escaso en zonas con mucha presencia humana, pero se encuentra en áreas protegidas, donde habitan más de 2000 ejemplares. Es en Chile y Argentina donde está la mayor población, especialmente en la zona patagónica.

## Conservación
La Lista Roja lo considera como bajo amenaza; aunque está extinto en algunas zonas y escasea en áreas transformadas, se le considera estable.

## Subespecies

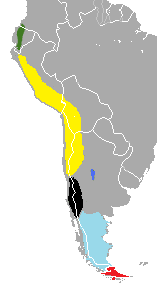
Distribución de las subespecies de Lycalopex culpaeus en Sudamérica. Verde: L. c. reissii
Amarillo: L. c. andinus
Azul: L. c. smithersi
Negro: L. c. culpaeus
Celeste: L. c. magellanicus
Rojo: L. c. lycoides.

Esta especie está subdividida en 6 subespecies:
- Lycalopex culpaeus andinus (Thomas, 1914) Zorro culpeo altiplánico
- Lycalopex culpaeus culpaeus (Molina, 1782) Zorro culpeo común
- Lycalopex culpaeus lycoides (Philippi, 1896) Zorro fueguino
- Lycalopex culpaeus magellanicus (Gray, 1837) Zorro colorado o culpeo patagónico
- Lycalopex culpaeus reissii (Hilzheimer, 1906) Zorro culpeo ecuatoriano o lobo del páramo
- Lycalopex culpaeus smithersi (Thomas, 1914) Zorro colorado achaleño

## Cultura popular
En la novela chilena Quillay, de Diego R. Guzmán, existe un zorro culpeo llamado Lycal que acompaña a los conejos protagonistas de la historia. También es mencionado en La isla misteriosa de Julio Verne.
Un zorro culpeo fue elegido como mascota de la Copa América 2015, bajo el nombre de Zincha.
Un Airbus A320 de JetSmart está decorado con un zorro culpeo.